# 手牽手
《手牽手》，新加坡新傳媒私人有限公司時裝電視劇，由劉子絢、王祿江、馬藝瑄、孫欣佩及馮偉衷領銜主演，監製為梁來玲。

## 故事概要
此剧是关于寻找亲情和爱的故事，寻找事情的真相，寻找自我的价值，寻找当初最触动人心的感动。剧情由一家人、一宗神秘绑架案、一个遗愿串联起来，剧中四兄弟姐妹为完成母亲的遗愿，开始步上一段历险记…

## 演員陣容

### 主要角色
| 演员   | 角色   | 介绍 |
| 王禄江 | 洪美强 | 洪美芳，洪美婷，洪美志之大哥。脾气暴躁，说话很大声，头脑简单，做任何事情不考虑后果。因为作了七年牢而觉得惭愧，尽量弥补欠弟妹的东西。 |
| 劉子絢 | 洪美芳 | 洪美强之妹妹，洪美婷，洪美志之大姐。因为小时候的一场意外失去了一只腿。帮妈妈打理豆花店。对钟仁义有所好感。觉得那场意外会发生都是因为她的大哥。心地善良，偶尔会发脾气，有骨气也有义气。帮妹妹照顾儿子，洪以恩。虽然，以恩不是她亲身的，可是她当以恩是亲身儿子对待。 |
| 孫欣佩 | 洪美婷 | 洪美志之二姐，洪美强及洪美芳之小妹。喜欢名牌包包，所去的餐厅都是高贵的酒楼。为了钱，也可以出卖自己。自尊心强。生了洪以恩，尝试关心他，可是都被美芳阻止了。 |
| 馮偉衷 | 洪美志 | 洪美强，洪美芳，洪美婷之小弟。整天游手好闲，只会玩电子游戏，无所事事。心直口快，没有一丁点心机。 |

### 其他角色
| 演员   | 角色            | 介绍 |
| 王禄江 | 洪进财          | 洪美强、洪美芳、洪美志、洪美婷之父。失踪20年。 |
| 林梅娇 | 王淑桦          | 洪美强、洪美芳、洪美志、洪美婷之母。因心脏病突然爆发而离世，在病床要求四个孩子寻找爸爸的下落，写下的遗嘱就能落实。 |
| 杨添福 | 阿东 （刘保东） | 洪美强七年前的死对头。美强和他在货舱里挣扎后失去意识，苏醒后发现他被刀刺死，临死前被美强摇动而无法说出凶手是谁，害美强白白坐七年的牢。 |
| 楊志龍 | 钟仁义          | 洪美强之兄弟，后反目。自私，胆小，为了钱而什么都做得出。洪美芳之钟情对象。美强曾为他和以恩做DNA验证，结果确实仁义不是以恩的亲生父亲。七年前，美强与阿东在货舱里挣扎后，为了保护美强而杀死了阿东，反而还美强白白坐七年的牢。最终兄弟关系破裂，躲了一段日子后就自首，心里还是爱美芳。 |
| 馬藝瑄 | 何心莹          | 一名律师兼自由艺术家。中学时期，一位同学从人群中救出来，很感激那个人牵着手脱离人群，并想感谢他，然而，只见一次面就再也没再见面了。王淑桦之律师。母亲要为心莹相亲，完成临终前最后的愿望，她带男友陈浩男与母亲见面并和他接吻。一场袭击案使钟仁义与洪美强走进她的生活中，后来美强说出正件事情的来龙去脉说给她听而认定美强是中学时期的救命天使。美强无法阻止她与浩男结婚，但为了证明她的选择是错的，甚至愿意当街穿着内裤裸跑。阿东之亲生女儿兼仇人。最终，心莹约美强与浩男见面，当场由天决定她未来的幸福，最后与美强在一起。 |
| 鄭各評 | 陈浩男          | |
| 洪慧芳 | 何丽云          | 何心莹之母。已去世。 |
| 杜蕙甹 | 姚小冰          | |
| 黄炯耀 | 白光            | |

## 軼事
- 这是王禄江最具有挑戰性的電視劇，他在劇中要在烏節路、濱海灣一帶裸跑，也要從多層停車場跳樓。[1][2][3][4][5][6][7][8][9][10]
- 本劇女配角洪慧芳、馬藝瑄繼《初一的心願》飾演老闆娘、秘書後，在本劇飾演母女。
- 此劇是劉子絢和馬藝瑄繼《孤男寡女》、《祖先保佑》後三度合作的電視劇。

## 與史實不合之處
- 第5集里出现洪进财等人在儿童游乐场里开枪，当场的人惊慌奔逃的画面。这不符合实际，因为事实上，当场的人有可能打电话报警将洪进财等人绳之以法；洪美强听了之后，也提起这不合实际之处。

## 奖项
此剧在红星大奖2016入围四项专业技术奖及一项网络投选奖。
| 奖项                         | 奖项             | 奖项   | 奖项 |
| 颁奖典礼                     | 奖项             | 入围者 | 结果 |
| ---------------------------- | ---------------- | ------ | ---- |
| 红星大奖2016之幕后英雄颁奖礼 | 最佳宣传短片     | 谢家芯 | 提名 |
| 红星大奖2016之幕后英雄颁奖礼 | 最佳戏剧摄影     | 卓明德 | 提名 |
| 红星大奖2016之幕后英雄颁奖礼 | 最佳戏剧布景设计 | 刘迪伦 | 提名 |
| 红星大奖2016之幕后英雄颁奖礼 | 最佳戏剧剪接     | 许家燕 | 提名 |
| 红星大奖2016庆功宴           | 最喜爱男角色     | 冯伟衷 | 提名 |

## 註腳
1. ↑  张思嘉. . Toggle. 2015年4月16日  [2016年6月13日]. （原始内容存档于2016年4月30日）.
2. ↑  . Toggle. 2015年4月17日  [2015年7月17日]. （原始内容存档于2015-07-17） （英语）.
3. ↑  钟雁龄. . MyPaper 我报. 2015年5月21日  [2015年7月17日]. （原始内容存档于2015年7月21日）.
4. ↑  . Toggle. 2015年7月14日  [2015年8月20日]. （原始内容存档于2016年3月4日） （英语）.
5. ↑  . 今日报. 2015年7月4日  [2015年7月17日]. （原始内容存档于2015年7月7日） （英语）.
6. ↑  邓永君. . Toggle. 2015年7月14日  [2015年7月19日]. （原始内容存档于2016年3月5日）.
7. ↑  . Today. 2015年9月8日  [2015年9月16日]. （原始内容存档于2015年9月9日） （英语）.
8. ↑  邓永君. . Toggle. 2015年9月9日  [2015年9月30日]. （原始内容存档于2015年9月23日）.
9. ↑  李妙音; 曾琬瑜. . MyPaper 我报. 2015年9月10日. （原始内容存档于2015年9月23日）.
10. ↑  . Toggle. 2015年9月11日  [2015年9月16日]. （原始内容存档于2015年9月17日） （英语）.

## 電視節目的變遷
| 新加坡 新傳媒8頻道 星期一至五 21:00 - 22:00 | 新加坡 新傳媒8頻道 星期一至五 21:00 - 22:00 | 新加坡 新傳媒8頻道 星期一至五 21:00 - 22:00                               |
| ------------------------------------------- | ------------------------------------------- | ------------------------------------------------------------------------- |
|                                             | 手牵手 （2015.09.25- 2015.10.22）           |                                                                           |
| 吻我吧，住家男 （2015.08.27 - 2015.09.24）  | 起飛 （2015.10.23 - 2015.12.03）            |                                                                           |
| 星期一至五 17:30 - 18:30（重播）            |                                             |                                                                           |
| 警徽天職3 （2016.07.26 - 2016.09.05）       | 手牵手 （2016.09.06 - 2016.10.03）          | 你也可以是天使 （2016.10.04 - 2016.10.31） 起飞 虎妈来了 钱来运转         |
| 星期六至日 7:00 - 9:00 （重播）             |                                             |                                                                           |
| 糊里糊涂爱上它 （2018.06.24 - 2018.07.28）  | 手牵手 （2018.07.29 - 2019.09.01）          | 长辈甜心 （2018.09.02 - 2018.10.06）                                      |
| 星期一 02:00 - 04:00 (重播)                 |                                             |                                                                           |
| 愛情風險 (2021.11 - 2022.01.10)             | 手牽手 (2022.01.17 - 2022.03.21)            | 未来不是梦 (2022.03.28 - 2022.05.30) 美味下半場 (2022.06.06 - 2022.08.08) |

| 马来西亚 Astro双星、Astro双星HD 星期一至五 17:00 - 18:00 | 马来西亚 Astro双星、Astro双星HD 星期一至五 17:00 - 18:00 | 马来西亚 Astro双星、Astro双星HD 星期一至五 17:00 - 18:00 |
| -------------------------------------------------------- | -------------------------------------------------------- | -------------------------------------------------------- |
|                                                          | 手牵手 （2015.09.25- 2015.10.22）                        |                                                          |
| 吻我吧，住家男 （2015.08.27 - 2015.09.24）               | 起飛 （2015.10.23 - 2015.12.03）                         |                                                          |